# Suhor pri Dolenjskih Toplicah
Suhor pri Dolenjskih Toplicah je naselje v Občini Dolenjske Toplice.